# 赤坂麻凪
赤坂 麻凪（あかさか まな、2001年〈平成13年〉11月30日 - ）は、日本の女性モデル、俳優。 2022年3月まで、りんご娘のメンバー「彩香（さいか）」として青森県弘前市を拠点に活動した後、同年4月より「赤坂 麻凪（あかさか まな）」として関東を拠点に芸能活動を開始。青森県青森市出身。所属事務所は株式会社オールウェーブ・アソシエツ。

## 人物
2015年から2022年まで、青森県を中心に活動している女性ダンス&ボーカルユニット、りんご娘のメンバーとして活動した。りんご娘はメンバーの名前がリンゴの品種名になっており、彩香もリンゴの「彩香」から付けられている。グループ在籍中は最年少ながら最も身長が高かった。
趣味はけん玉、ドラマ・映画鑑賞、ポエム集め。特技はダンスである。
2001年、4人兄妹の3人目として生まれる。小さい頃は大人しく、人見知りをしていたという。一方、幼稚園ではプリキュアごっこが好きだったといい、｢大人しいのか目立ちたがりなのかわかんない子だった｣と自身を評している。
ダンスを習っていた経験を生かし、小学6年生の頃オーディションを受け、活動を始める。アルプスおとめ葛西としての活動を経て、中学2年生の秋、りんご娘に加入。
青森山田高校を卒業後、青森大学に進学。
2021年に20歳を迎え、これをもって当時のりんご娘全メンバーが成人となった。
2022年2月、同年3月31日をもって彩香を含むりんご娘全メンバーが卒業を発表。アルプスおとめの全メンバーがりんご娘を引き継ぐこととなった。彩香は同日をもってリンゴミュージックを退所することとなり、｢春からは自分で選んだ次の道に進もうという決意をしました。 幼い頃からの目標でもあったモデルの夢を追いかけます。」と、モデルを志し芸能活動を継続すると表明した。
2022年4月、株式会社each otherに移籍。赤坂麻凪として関東を拠点に芸能活動を開始。読みは｢あかさかまな｣。なお、大学には引き続き在籍しているという。
2022年5月、公式ファンクラブ「まなてぃーROOM」を開設。
2023年6月、同年5月31日をもって株式会社each otherを退所し、同年6月1日よりフリーで活動。
2023年12月、初の写真展「婀（たおやか）」を開催。
2024年3月、青森大学を卒業。
2025年7月、株式会社オールウェーブ・アソシエツに所属。

### エピソード
- フィルムカメラを愛用しており、当時メンバーのインスタグラムに#SAiCameraというタグが存在した。
- 英語が苦手であり、自身の曲「JET GIRL」のスペルを間違えたことがある[13]。ラジオ番組「土曜はDON」には、これを元に名付けられたコーナー「JET GRIL（ジェット グリル）」が存在した[14]。
- 食べるのが好きであり、「焼肉なんて、私のためにあるようなものだと思って生きてきてますから」と発言した[15]。
- 寝相が悪い[16]。
- 運転免許を所持している[17]が、ペーパードライバーである。
- 憧れの存在は小松菜奈である[18]。
- 好きな歌手として、SUPER BEAVERやPEDROを挙げている[19]。
- りんご娘時代の先輩である王林に度々モノマネをされている[20][21]。
- 「赤坂麻凪」は本名であり、マナが由来である。

## 出演

### 舞台
- 戦国絵巻〜からす瓜〜一の巻 『魔王生誕』（ 2022年7月12日 - 18日、上野ストアハウス）[22][23] - 美月姫 役
- ウルトラマン『DARKNESS HEELS ～THE LIVE～ 2022』（2022年9月15日 - 20日、THEATRE1010）[24][25] - レジーナ・ロレッテ 役
- 『meaning また会いたいから、さようなら』（2023年3月29日 - 4月2日、上野ストアハウス）[26] - 桜木希望 役
- 『魔入りました!入間くん』THE STAGE（2023年5月19日 5月24日 - 28日、東京ドームシティ シアターGロッソ）[27][28][29] - イクス・エリザベッタ 役
  - 『魔入りました！入間くん』THE STAGE 再演（2024年8月30日 - 9月8日、東京ドームシティ シアターGロッソ）[30]_ イクス・エリザベッタ 役
- 超次元ミュージカル「ネプテューヌ」（2023年9月28日 - 10月1日[注釈 1]、CBGKシブゲキ!!） - ベール 役[32]
- 『ホテル・サンライズ』（2023年10月7日 - 9日、THEATER GREEN BASE THEATER）- 根木かおり 役[33]
- 『権乱業火〜火に咲く花〜』（2023年12月20日 - 24日、ザ・ポケット） - 雷火組 雷夢 役[34]
- 咲女花劇2 『散る君、うららと舞い上がり、』（2024年1月31日 - 2月4日、六行会ホール）- 峡谷きょうこ 役[35]
- 『追憶の隅』（2024年2月23日 - 25日、小劇場 楽園）- 長井絵馬 役[36]
- 『運勢最悪の日！』 （2024年3月26日 - 31日、HOBOHOBO）- アオイ 役[37]
- 『権乱業火～忠心と反心と～』（2024年5月9日 - 12日、ザ・ポケット） - 雷火組 雷夢 役[38]
- 『喜劇の国のアリス』（2024年5月31日、絵本の国のアリス）[39] アリス 役
  - 『喜劇の国のアリス』（2024年10月17日、絵本の国のアリス）[40]  白うさぎ 役
  - 『喜劇の国のアリス』（2024年12月14日、絵本の国のアリス） トランプ兵 役
  - 『喜劇の国のアリス』（2025年2月11日、絵本の国のアリス） 帽子屋 役
  - 『喜劇の国のアリス』（2025年3月22日、絵本の国のアリス） アリス 役
  - 『喜劇の国のアリス』（2025年5月22日、絵本の国のアリス）いもむし 役
  - 『喜劇の国のアリス』（2025年7月25日、絵本の国のアリス）公爵夫人 役
  - 『喜劇の国のアリス』（2025年9月5日、絵本の国のアリス）
- リーディングサバイバル『クイーンバイオレット・ゲーム』（2024年6月6日 - 9日、劇場MOMO）[41] 渋須木えみる 役
  - 『クイーンバイオレット・ゲーム Replay』（2025年1月24日 - 26日、萬劇場）[42][43] 渋須木えみる 役
- 『徒桜』（2024年7月24日 - 28日、劇場HOPE）[44] アサミ 役
- 『シュヴァルツ・ゼルドナー』（2024年9月19日 - 22日、中目黒キンケロシアター）[45] ヘレナ 役
- MUSICAL『追憶のアンブレラ ～VOICE 2024～』（2024年11月7日 - 10日、BIG TREE THEATER）[46][47] 紙野編集長 役
- サヨナラワールド イマーシブラジオ『宮村優子のサヨナラジオ』（2024年12月8日、赤坂CHANCEシアター）[48]
- 『バイバイドロシー』（2024年12月25日 - 29日、築地ブディストホール）[49] 東原アキ子 役
- 朝劇シネマ 『荒野の六人』（2025年2月24日、池袋78ステーキ） ハリケーン卿 役
- 『あの空はキミの中 〜Play ball, never cry!〜』（2025年4月4日 - 7日、吉祥寺シアター）[50][51] 藪坂ゆう 役
- 『アイディール・セミナー/Final session』（2025年6月4日 - 6月8日、スペース・ゼロ）[52] ディストピア・レディ 役
- 『MIANEYO〜FINAL〜』 (2025年7月9日 - 13日、あうるすぽっと) [53] 李知恵 役
- MonkeyWorks Vol.14 『劇的に普通に』（2025年9月19日 - 23日、中目黒キンケロシアター）
- 感謝の日々を 本公演vol.8『STAR STATE-MEmeNT』（2025年11月12日 - 16日、 THEATER GREEN BIG TREE THEATER ）

### テレビ番組
- 夢はここから生放送 ハッピィ（2023年3月4日、青森朝日放送）[54]
- ハレのちあした（2023年4月17日、2023年4月24日、青森朝日放送）[55]
- あらぶんちょ!、#いつも俺の隣の客はラーメンを美味しそうに食べる女子ばかりだ（2023年10月23日、2023年12月25日、東京ケーブルネットワーク）[56][57][58]

### ラジオ番組
- RADI-MOTT!（エフエム青森、2022年6月8日、ゲスト出演、2023年11月8日、電話出演）
- 土曜はDON（青森放送、2022年7月30日、2023年11月18日、電話出演、2023年3月4日、2023年6月24日、2024年4月20日、スタジオ出演）[59]
- 午後の玉手箱（2022年8月19日、TOKYO854くるめラ、ゲスト出演）
- Gらじ（2024年1月16日、FMごしょがわら、電話出演）
- らじ丸にっち!（2024年4月21日、青森放送）
- サヨナラワールド イマーシブラジオ 『宮村優子のサヨナラジオ』(2024年1月18日、2024年2月15日) コマラジ

### モデル
- Rakuten Fashion Week TOKYO
  - 2023 A/W Maison J.Simone（2023年3月15日）[60][61]

### イベント
- 雲井女子による「魔」「王」「生誕」イベント（2022年12月4日、ジャスティスジャパンエンターテイメント）[62][注釈 2]
- りんごマルシェ vol.9（2023年11月18日、みのおキューズモール）[63]
- 高岡薫 23th バースデーイベント -アイドルから女優へ-（2023年11月19日、歌舞伎町Sparkle）[64]
- 写真展 「婀（たおやか）」（2023年12月2日 - 3日、MISARU Gallery、2024年4月19日 - 21日、ギャラリークレイドル）[11][65]
- 美女と怪談（2024年12月12日、光塾commoncontact並木町）
- 話し足りないらしい vol.0 （2024年12月18日、アキバステラキューブ）[66]
- 美女と怪談 第二怪 （2025年4月29日、光塾commoncontact並木町）
- ドライブはおみやげのために（2025年8月17日、光塾commoncontact並木町）
- 美女と怪談 第三怪（2025年9月5日、光塾commoncontact並木町）

### CM
- フューチャー・コミュニケーションズ（2023年 - ）[67]

### ミュージック・ビデオ
- MASA『空知らぬ雨』小山詩織 役（2024年）

### その他
- フューチャー・コミュニケーションズ ラッピングバス（2023年 - 、青森市営バス）